# Gog (film)
Gog este un film SF american din 1954 regizat de Herbert L. Strock pentru United Artists. Este notabil pentru că a fost filmat în culori, pe ecran lat și în 3D. În rolurile principale joacă actorii Richard Egan, Constance Dowling și Herbert Marshall.
Acesta este al treilea episod din trilogia lui Ivan Tors numită „Office of Scientific Investigation” (OSI) după filmele The Magnetic Monster și Riders to the Stars.

## Prezentare
Oamenii de știință care lucrează la hibernarea indusă pentru călătoriile spațiale sunt uciși, aparent de mașini care acționează independent. Agentul de securitate Sheppard (Richard Egan) ajunge la baza secretă subterană de cercetare a spațiului pentru a investiga posibilul sabotaj. El descoperă că întreaga bază este controlată de supercomputerul NOVAC (prescurtare a Nuclear Operative Variable Automatic Computer) și de roboții săi Gog și Magog; de asemenea este detectat un ciudat avion.

## Actori
- Richard Egan este David Sheppard
- Constance Dowling este Joanna Merritt
- Herbert Marshall este Dr. Van Ness
- John Wengraf este Dr. Zeitman
- Phillip Van Zandt este Dr. Pierre Elzevir
- Valerie Vernon este Madame Elzevir
- Steve Roberts este Major Howard
- Byron Kane este Dr. Carter
- David Alpert este Dr. Peter Burden
- Michael Fox este Dr. Hubertus
- William Schallert este Dr. Engle
- Marian Richman este Helen